# Ernesto José Fernández
Ernesto José Fernández (* 19. März 1966) ist ein argentinischer römisch-katholischer Geistlicher und Weihbischof in Rosario.

## Leben
Ernesto José Fernández studierte am Priesterseminar des Erzbistums Rosario, für das er am 13. Dezember 1990 das Sakrament der Priesterweihe empfing.
Neben Aufgaben in der Pfarrseelsorge und als Dekan war er geistlicher Beirat der Schönstattbewegung im Erzbistum Rosario. Vor seiner Ernennung zum Weihbischof war er Pfarrer der Pfarrei Nuestra Señora de la Merced in Rosario. Außerdem war er Bischofsvikar für die Seelsorge, Mitglied des bischöflichen Rates und des Priesterrates sowie des Ordensrates und der Kommission für die Weiterbildung des Klerus.
Papst Franziskus ernannte ihn am 31. Mai 2023 zum Titularbischof von Deultum und zum Weihbischof in Rosario. Der Erzbischof von Rosario, Eduardo Eliseo Martín, spendete ihm am 4. August desselben Jahres in der Kirche María Auxiliadora in Rosario die Bischofsweihe. Mitkonsekratoren waren der Erzbischof von Santa Fe de la Vera Cruz, Sergio Alfredo Fenoy, und Claudio Pablo Castricone, Weihbischof in Orán.